# Marko Todorović
Marko Todorović  (Podgorica, Montenegro, 19 d'abril de 1992) és un jugador de bàsquet professional que juga en la posició de pivot. Després del seu pas per lliga ACB juga a lliga xinesa, als Beijing Royal Fighters.

## Carrera esportiva
Todorović començà a jugar en categories inferiors al Joker School Podgorica, a Montenegro, i l'any 2008 es s'incorpora a l'equip junior del Club Joventut de Badalona. Després de les dues temporades com a junior passà a l'equip filial de la Penya, el Club Bàsquet Prat, que jugava a LEB Plata, sota les ordres de Carles Duran. La temporada 2010-11 va debutar a la lliga ACB de bàsquet amb el Joventut, i en les dues temporades que va estar al Prat hi va disputar catorze partits amb els verd-i-negres. A més, va ser l'MVP de la Lliga regular a LEB amb una valoració mitjana de 20,38 fent 16,6 punts i 8,1 rebots per partit.
L'estiu del 2012 va fitxar pel FC Barcelona Regal per formar part del primer equip. En aquesta primera temporada de blaugrana va guanyar la Copa del Rei, i va ser subcampió de la Supercopa Endesa i de la Lliga. L'estiu de 2013 va ser escollit en la posició 45 del draft de l'NBA pels Portland Trail Blazers, tot i que els seus drets NBA pertanyen als Houston Rockets fins l'estiu de 2018. Todorović va seguir jugant a Barcelona, amb qui va guanyar la Lliga i va ser subcampió de Copa i Supercopa.
El 30 d'agost de 2014 es va fer públic l'acord entre el FC Barcelona i el Bilbao Basket pel qual Todorovic jugaria cedit a Bilbao aquella temporada. El mes de juliol de 2015 es va anunciar el seu fitxatge pel club rus BC Khimki per a les tres temporades següents, tot i que en el mes d'abril d'aquella mateixa temporada tornaria cedit al Bilbao. Després de tres anys al Khimki sense gaire protagonisme, la temporada 18-19 la comença entrenant amb el Club Joventut Badalona. El jugador passa a ser agent lliure a l'NBA durant aquest estiu, ja que els Houston Rockets no l'acaven incorporant, i abans del començament de la lliga el Joventut arriba a un acord amb el Barça, qui tenia els seus drets a l'ACB, i Marko fitxa per una temporada per la Penya. Marko va acabar la temporada sent uns dels jugadors més destacats de l'equip juntament amb Laprovittola. Va decidir no continuar a Badalona per buscar un contracte econòmicament millor, i a l'estiu de 2019 va fitxar pel Tianjin Pioneers de la CBA xinesa.

### Internacional
L'any 2008 va ser internacional amb la selecció de Montenegro sub16, aconseguint la plata a l'Europeu B celebrat a Bòsnia i Hercegovina, i el 2011 va disputar l'europeu sub20 a Bilbao. Amb la selecció absoluta va disputar el preeuropeu de 2016 i l'Eurobasket de 2017 celebrat a Cluj-Napoca (Romania) i Istambul (Turquia).

## Estadístiques

### Lliga ACB
| Any       | Equip     | PJ  | 5i | Min  | %2P  | %3P  | %TL  | Reb | Ass | Rec | Tap | Punts | Val  |
| --------- | --------- | --- | -- | ---- | ---- | ---- | ---- | --- | --- | --- | --- | ----- | ---- |
| 2010-11   | Joventut  | 9   | 1  | 7,3  | 37   | 0    | 67   | 2   | 0   | 0,1 | 0,4 | 2     | 1,3  |
| 2011-12   | Joventut  | 5   | 1  | 7    | 78   | 100  | 0    | 1,8 | 0   | 0,6 | 0   | 3,4   | 4,4  |
| 2012-13   | Barça     | 23  | 0  | 7    | 62   | 25   | 55,  | 2   | 0,2 | 0,2 | 0,3 | 2,8   | 3,3  |
| 2013-14   | Barça     | 21  | 3  | 10,5 | 59   | 0    | 68   | 2,7 | 0,4 | 0,4 | 0,5 | 3     | 4,9  |
| 2014-15   | Bilbao    | 34  | 30 | 27   | 66   | 27   | 74   | 7,3 | 1,2 | 1,2 | 0,9 | 11,5  | 17,8 |
| 2015-16   | Bilbao    | 9   | 0  | 17   | 62   | 0    | 68   | 4,6 | 0,8 | 0,8 | 0,2 | 6,8   | 9,7  |
| 2018-19   | Joventut  | 33  | 21 | 24,3 | 65   | 46   | 72   | 6,1 | 2,6 | 0,9 | 1   | 11,2  | 16,8 |
| Total ACB | Total ACB | 134 | 56 | 17,6 | 63,6 | 29,3 | 70,5 | 4,6 | 1,1 | 0,7 | 0,6 | 7,3   | 10,9 |

### Play-off ACB
| Any       | Equip     | PJ | 5i | Min | %2P  | %3P | %TL | Reb | Ass | Rec | Tap | Punts | Val |
| --------- | --------- | -- | -- | --- | ---- | --- | --- | --- | --- | --- | --- | ----- | --- |
| 2012-13   | Barça     | 8  | 0  | 8,1 | 57,  | 0   | 50  | 2,6 | 0,1 | 0,3 | 0,8 | 2,5   | 3,1 |
| 2014-15   | Bilbao    | 3  | 3  | 31  | 60   | 100 | 71  | 6,7 | 1   | 1,3 | 1,3 | 12,3  | 20  |
| 2018-19   | Joventut  | 2  | 2  | 25  | 63   | 0   | 100 | 4   | 2,5 | 0,5 | 1   | 6,5   | 7   |
| Total ACB | Total ACB | 13 | 5  | 16  | 59,5 | 20  | 68  | 3,8 | 0,7 | 0,5 | 0,9 | 5,4   | 7,6 |